# Przywrotnik siwy
Przywrotnik siwy (Alchemilla flabellata Buser) – gatunek rośliny wieloletniej z rodziny różowatych. W Polsce występuje w Karpatach.

## Morfologia
ŁodygaGęsto, odstająco owłosiona, do 20 cm wysokości.
LiścieOgonek liściowy gęsto, odstająco owłosiony. Blaszka nerkowata, gęsto owłosiona, szarozielona na wierzchu, spodem siwa. Klapy liściowe prostokątne, uciete na szczycie.
KwiatySzeroko rozwarte, zebrane w gęste pęczki, te z kolei zebrane w szczupły i wąski kwiatostan. Działki kielicha ostre, owłosione na grzbiecie, wewnątrz żółte. Hypancjum owłosione. Listki kieliszka krótsze od działek kielicha.

## Biologia i ekologia
Bylina. Rośnie na skałach i w murawach wysokogórskich. Kwitnie od czerwca do sierpnia. Gatunek charakterystyczny zespołu Festuco versicoloris-Agrostietum alpinae.

## Zagrożenia
Gatunek umieszczony został na Czerwonej liście roślin i grzybów Polski (2006) i na obszarze Polski uznany za rzadki (kategoria zagrożenia R).